# Uirapuru (Goiás)
| \| Uirapuru \|                       |
| Lage der Ortschaft Uirapuru in Goiás |
| Uirapuru                             |

| Uirapuru |

Uirapuru ist eine brasilianische politische Gemeinde im Bundesstaat Goiás in der Mesoregion Nordwest-Goiás und in der Mikroregion São Miguel do Araguaia. Sie liegt nordwestlich der brasilianischen Hauptstadt Brasília und von Goiânia, der Hauptstadt des Bundesstaates.

## Geographische Lage
Das Territorium von Uirapuru grenzt
- im Norden an die Gemeinden Mundo Novo und Amaralina
- im Osten an Mara Rosa und Santa Terezinha de Goiás
- im Süden an Crixás
- im Westen an Nova Crixás